# Liste der Monuments historiques in Aougny
Die Liste der Monuments historiques in Aougny führt die Monuments historiques in der französischen Gemeinde Aougny auf.

## Liste der Immobilien
| Bezeichnung    | Beschreibung           | Standort               | Kennzeichnung | Schutzstatus | Datum | Bild           |
| -------------- | ---------------------- | ---------------------- | ------------- | ------------ | ----- | -------------- |
| Kirche St-Remi | ab dem 12. Jahrhundert | Rue de l’Église (Lage) | PA00078570    | Classé       | 1922  | weitere Bilder |

## Liste der Objekte
| Bezeichnung                | Beschreibung                                    | Standort                     | Kennzeichnung | Schutzstatus | Datum | Bild |
| -------------------------- | ----------------------------------------------- | ---------------------------- | ------------- | ------------ | ----- | ---- |
| Reliefe Leben Christi      | Fragmente eines Retabels; Stein, um 1500        | in der Kirche St-Remi (Lage) | PM51000022    | Classé       | 1908  |      |
| Skulptur Madonna mit Kind  | Stein, farbig gefasst, 16. Jahrhundert          | in der Kirche St-Remi (Lage) | PM51002951    | Inscrit      | 1980  |      |
| Bodenbelag                 | Keramikfliesen, 15. Jahrhundert                 | in der Kirche St-Remi (Lage) | PM51000021    | Classé       | 1908  |      |
| Kruzifix                   | Holz, farbig gefasst, 18. Jahrhundert           | in der Kirche St-Remi (Lage) | PM51002955    | Inscrit      | 1980  |      |
| Kelch, Patene und Ziborium | Silber, vergoldet, 18. Jahrhundert              | in der Kirche St-Remi (Lage) | PM51002954    | Inscrit      | 1980  |      |
| Hauptaltar                 | Altartisch und Retabel; Marmor, 18. Jahrhundert | in der Kirche St-Remi (Lage) | PM51002952    | Inscrit      | 1980  |      |
| Kommuniontisch             | Schmiedeeisen, 19. Jahrhundert                  | in der Kirche St-Remi (Lage) | PM51002953    | Inscrit      | 1980  |      |
| Taufbecken                 | Stein, 15. Jahrhundert                          | in der Kirche St-Remi (Lage) | PM51000020    | Classé       | 1908  |      |